# Josep d'Amat i de Planella
Josep d'Amat i de Planella o Josep d'Amat de Planella i Despalau (Barcelona, 1670 — Barcelona, 1715) fou un militar català que participà en la defensa de la ciutat com a capità de la coronela el 1697, fet que, ensems amb la seva adhesió a Felip V, li valgué la concessió del títol de marquès de Castellbell. Fou un dels fundadors de l'Acadèmia dels Desconfiats (1700), i com a secretari d'aquesta corporació, s'encarregà de l'edició de Nenias reales y lágrimas obsequiosas a la memoria del gran Carlos II (1701), col·lecció poètica a la qual aportà també la seva col·laboració, en català i castellà.

## Parentius
Pares: 
- Joan d'Amat i Despalau, Senyor de Castellbell, Vacarisses, Rellinars, i el Vilar.
- Francesca de Planella i d'Erill, Senyora de Talamanca.[2]

Cònjuge: 
- Maria Anna Junyent i Vergós

Fills: 
- Josep d'Amat i de Junyent i
- Manuel d'Amat i Junyent, Virrei del Perú.[3]